# کامرس (میزوری)
کامرس (به انگلیسی: Commerce) یک روستا در ایالات متحده آمریکا است که در شهرستان اسکات، میزوری واقع شده‌است. کامرس ۰٫۹۱ کیلومتر مربع مساحت و ۶۷ نفر جمعیت دارد و ۱۰۰ متر بالاتر از سطح دریا واقع شده‌است.